# Expedición Lynch

Recorrido de la expedición Lynch por el norte de Perú

La expedición Lynch fue una operación realizada en la costa norte de Perú bajo el mando del capitán de navío chileno Patricio Lynch. Fue llevada a cabo entre el 4 de septiembre y noviembre de 1880, entre las campañas de Tacna y Arica y de Lima en la Guerra del Pacífico (1879-1883).
Tuvo como objetivos concretos imponer contribuciones de guerra a las haciendas azucareras, que constituían la principal fuente de ingresos de Perú tras la pérdida del salitre de Tarapacá, y destruir las propiedades fiscales; todo ello con la finalidad de hacer sentir a los particulares y al gobierno peruano los rigores de la guerra y así allanar el camino de una paz favorable a los intereses de Chile.
Aunque no hubo enfrentamientos militares  y las fuerzas de Lynch pudieron desembarcar, ocupar, cobrar los impuestos y marcharse, la expedición no logró el objetivo político de hacer innecesaria la campaña de Lima. La destrucción causada a los bienes fiscales y a los ingenios que se negaron a pagar impuestos fueron causa de una imagen negativa que quedó de la expedición.

## Objetivos de la expedición
Tras la derrota de los ejércitos aliados en la campaña de Tacna y Arica, los gobiernos de Perú y Bolivia mantuvieron sus planes para continuar la guerra a pesar del desbande de sus ejércitos profesionales y, en el caso boliviano, la falta de finanzas para la guerra. Ambos gobiernos crearon los Estados Unidos Perú-Bolivianos, una construcción sin consecuencias prácticas que solo servía a la continuación de una alianza que había fracasado rotundamente. Durante la Conferencia de Arica, Nicolás de Piérola exigió el pago por parte de Chile de una indemnización de guerra. Los aliados pensaban que los Estados Unidos de América les apoyarían e impedirían la continuación de la guerra.
El gobierno chileno consideraba que militarmente la guerra estaba terminada y exigía la cesión de los territorios al sur de la Quebrada de Camarones. De haber aceptado la propuesta chilena en junio de 1880, Perú hubiese conservado Arica.: 258 
Para forzar a los aliados a ceder, Aníbal Pinto aceptó una propuesta escrita de Patricio Lynch que excluía saqueos o exanciones injustas. Lynch explicaba a Pinto:: 556 
como ya te lo he indicado esplicándote el objeto de la espedición la parte ofensiva de ella se reduciría a imponer contribuciones de guerra i a batir las fuerzas inferiores que se opusieran a mi proyecto. De ninguna manera comprendería su objeto causar daños que no nos reportaran un provecho directo. Nada de incendios ni de destrucciones vandálicas, con operaciones de esta naturaleza lejos de alcanzarse el fin natural de la guerra, se obliga al enemigo a negarse a toda transacción, porque con ellos se hace nacer la desesperación de unas luchas sin término ni cuartel.
Era, se pensaba en Santiago de Chile, el medio más eficaz para inclinar a soluciones racionales a los ricos de Lima, haciéndoles sentir en su bolsillo el peso de la guerra.: 551 
Asimismo, eran objetivos declarados de la expedición dañar la infraestructura fiscal e impedir el tránsito de armas a la capital peruana.

## Aspecto legal
La historiografía tradicional chilena considera que los objetivos y procedimientos de la expedición Lynch se encontraban amparados por el derecho internacional de la época, que aceptaba la práctica de los cobros de cupos y la destrucción focalizada destinada a mermar la capacidad del enemigo en el desarrollo de la guerra facultando al jefe de un ejército de ocupación a imponer contribuciones a los habitantes y exigir el pago con toda la severidad posible en caso de resistencia, según argumentó en su momento el historiador Diego Barros Arana.: 77- 
En 1847 Andrés Bello publicó sus Principios de Derecho Internacional según los cuales (pág. 175) el derecho estricto de la guerra autorizaba para despojar al enemigo no sólo de sus armas y demás medios para dañar, sino que también de las propiedades públicas y privadas, 
“ya como indemnización de los gastos de la guerra, ya para obligarle a una paz equitativa, ya en fin para escarmentarle y retraerle a él y a otros a injuriarnos.”
El derecho de apropiarse de los bienes enemigos incluía también el derecho a destruirlos.
El Proyecto de declaración concerniente a las leyes y costumbres de la guerra en Bruselas 1874 nunca fue ratificado por país alguno, aunque Chile las entregó a sus oficiales como guía de conducta durante la guerra. En su artículo 40 permite el cobro de contribuciones basadas en las necesidades reconocidas de la guerra:
Artículo 40
Dado que la propiedad debe ser respetada, el enemigo demandará de las comunas o habitantes solo aquellas prestaciones y servicios que estén basados en las necesidades reconocidas de la guerra, en la medida de los recursos del país y que no impliquen, en lo que respecta a los habitantes, la obligación de tomar parte en operaciones de guerra contra su país.
El artículo 544 del Le droit international codifié de Johann Caspar Bluntschli
Árt. 544
Cuando el enemigo ha tomado posesión efectiva de una parte del territorio, el gobierno del otro estado deja de ejercer allí el poder. Los habitantes del territorio ocupado están eximidos de todos los deberes i obligaciones respecto del gobierno anterior, i están obligados a obedecer a los jefes del ejército de ocupación.
Sin embargo, la historiografía peruana discrepa de esta interpretación pues, a decir de Tomas Caivano, abogado y cónsul de Italia en el Perú, no se trató de un ejército de ocupación pues "no puede llamarse tal el tránsito a paso de lobo, o correría de una fuerza armada sobre los indefensos territorios del enemigo"; por su parte, el británico Clements Markham señala que, al principio de la expedición, el gobierno chileno había declarado que "los intereses de la población civil estarían cobijados y sus propiedades serían sagradas e inviolables", considerando él mismo que la expedición Lynch estaba en absoluta pugna con los usos bélicos de las naciones civilizadas.

### Intervención extranjera
Durante la incursión los ricos hacendados peruanos transferían rápidamente sus propiedades a personas de países neutrales poderosos como Inglaterra, Francia o los Estados Unidos de América, para así, protegidos por la neutralidad aparente de las propiedades, evitar el pago de cupos chilenos y a la vez evitar su destrucción. Lynch encomendó a Víctor Carrasco Albano el estudio de las transferencias. Gonzalo Bulnes escribe:: 261 
Un caso de éstos fue el ferrocarril de Eten a Chiclayo. Pertenecía a una compañía peruana que lo explotaba en virtud de una concesión fiscal, una de cuyas condiciones era que no podría perder nunca su carácter nacional. Pero los accionistas habían traspasado sus acciones a una importante firma inglesa i a un rico comerciante italiano, los cuales fueron amparados por sus plenipotenciarios.
El plenipotenciario de Gran Bretaña envió a Eten la corbeta de la Royal Navy Penguin y le exigió respeto por las propiedades británicas. Lynch respondió que no podían ser británicas y que cobraría el impuesto. Ante la respuesta, ambos representantes europeos recomendaron a sus connacionales pagar el impuesto, lo que hicieron.: 561–562 

## Preparativos

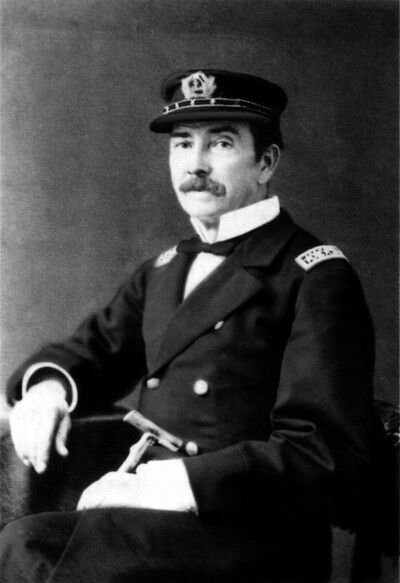
Capitán de navío Patricio Lynch.

A mediados de 1880, las fuerzas chilenas se adentraron bastante a territorio peruano y habían conseguido ocupar todo el departamento de Tarapacá, y luego de una contundente campaña sobre Tacna y Arica, habían logrado apoderarse de esas zonas, destruir el ejército aliado y provocar la retirada de Bolivia de la guerra.
El capitán de navío Patricio Lynch que observó desde su puesto de comandante de armas y gobernador marítimo de Iquique toda esta campaña, comprendió el siguiente paso que debía ejecutarse para ganar la guerra y lo que se necesitaría hacer para llegar a ella. Es así que él concibió un audaz proyecto que tenía el propósito de debilitar económicamente al Perú, distraer sus fuerzas y hacer surtir un efecto rotundo de las consecuencias de una guerra a los acaudalados y comerciantes del Perú. Esta idea se la hizo conocer en junio al presidente Aníbal Pinto, quien después de consultarlo con sus ministros y asesores, dio el visto bueno al plan. 
En un primer momento el presidente le ofreció el encargo de ejecutar esta misión a José Francisco Vergara quien no lo aceptó, al comprender que solo podría ejecutarla un experimentado hombre de armas, por lo que se le dio finalmente el mando de la operación a Patricio Lynch el 12 de agosto, para expedicionar de manera independiente por el norte del Perú.
Lynch se trasladó a Arica para organizar la expedición, a la cual el gobierno dio toda clase de facilidades para que la expedición saliera con todo lo necesario. Se envió una nota al contraalmirante Galvarino Riveros Cárdenas, que era el jefe de la escuadra al haber sucedido a Juan Williams Rebolledo, a fin de que se le entregara una corbeta para escoltar el convoy y las informaciones necesarias sobre la costa que debía recorrer.
Las fuerzas terrestres que ejecutarían la misión estaban compuesta por:
- Regimiento Buin, al mando del teniente coronel Juan León García.
- Regimiento Talca, al mando del teniente coronel José Silvestre Urizar.
- Batallón Colchagua, al mando del teniente coronel Manuel J. Soffia.
- 2 compañías de Granaderos a Caballo, al mando del teniente coronel Francisco Muñoz Bezanilla.
- 3 piezas de montaña, al mando del capitán Emilio Contreras.
- Cuerpo de ingenieros, al mando del teniente coronel Federico Stuven Olmos.
- Ambulancia, bajo el mando del doctor Antenor Calderón.

Las fuerzas por parte eran 1900 infantes, 400 jinetes, 3 cañones Krupp de montaña, una sección del cuerpo de ingenieros y una ambulancia, totalizando 2600 efectivos. Patricio Lynch era su jefe, el secretario era Daniel Carrasco Albano y el jefe de Estado Mayor era el teniente coronel Roberto Souper. Había también varios ayudantes que se necesitarían.

## Desarrollo
La expedición zarpó de Arica el 4 de septiembre de 1880, a bordo de dos vapores: el Copiapó donde Lynch hizo su insignia e iban transportados el regimiento Buin, la artillería y servicios anexos; y el Itata donde iban los batallones Talca y Colchagua, más la caballería.  
El convoy se dirigió al puerto de Mollendo, donde se le unió la corbeta de hélice Chacabuco al mando del capitán de fragata Oscar Viel y Toro, con la misión de servir de escolta.

### Chimbote

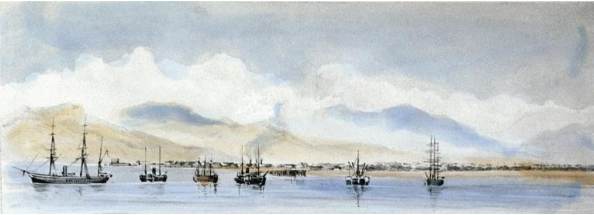
Chimbote en 1881, por Rudolph de Lisle, testigo de la Expedición Lynch.

El 10 de septiembre se ejecutó el desembarcó de las fuerzas de Lynch en el puerto de Chimbote, situado a 200 millas al norte del Callao, donde al no encontrarse resistencia se utilizó el lugar como centro de operaciones desde donde se enviaron partidas de caballería a los campos y pueblos inmediatos. Ese mismo día, se dirigió Lynch con una columna de 400 hombres hacia el fértil valle del Santa donde se encontraban las azucareras de Puente y Palo Seco, que eran propiedades de Dionisio Derteano, senador por Ancash que promovió la colecta entre banqueros iniciada la guerra. La propiedad tenía un valor de un millón de libras esterlinas y estaba hipotecada a las casas "Dreyfus" y "Graham Rowe". Lynch envió esta nota a Derteano:

Impongo a su ingenio de Palo Seco, una contribución de guerra de cien mil pesos en plata o especies que valgan esa suma. Si no concreta Ud. inmediatamente, dando las órdenes correspondientes a su empleado, para que satisfaga la indicada contribución, tendré el dolor de arrasar completamente su ingenio de Palo Seco.
Patricio Lynch.

Ante la nota, la casa "Graham Rowe" decidió depositar el cupo de guerra en una cuenta de Valparaíso enviando el dinero en un barco neutral. Además, Lynch pidió que la operación fuese refrendada por el ministro inglés en Lima. En la capital peruana, Nicolás de Piérola interceptó estas comunicaciones y emitió un decreto impidiendo a los hacendados pagar cupos de guerra a las fuerzas chilenas. Cumpliendo esta nota, el hijo de Derteano que administraba las propiedades de su padre se negó a pagar los 100 000 pesos en plata comunicándole en una carta a Lynch que ese decreto no le permitía entregarle esa suma de dinero. Aludiendo al decreto de Piérola, dijo Lynch en una comunicación al hijo de Derteano:

El señor Jefe Supremo de la República del Perú podrá disponer lo que estime conveniente en el territorio sometido a su soberanía; pero no puede exigir obediencia en la parte del territorio ocupado por nuestras armas. Suponer lo contrario sería hacer ilusorio el derecho de la guerra. El Jefe Supremo del Perú no salva con su Decreto los intereses de su Señor Padre, si él pretendió el Jefe supremo impedir a nuestras fuerzas obtener el pago de las contribuciones que tienen el derecho de exigir, para su objeto, más acertado habría sido que protegiera con sus armas el territorio amagado por nuestras armas.
Patricio Lynch a Arturo Derteano.

Finalmente al no pagarse la suma de dinero, la hacienda fue incendiada por las fuerzas de Lynch, ya que se consideraba que ese territorio peruano estaba sometido a la ley marcial chilena y en consecuencia tenía sobre él derecho la autoridad militar chilena, conforme a los usos de la guerra, por lo que se procedió con los rigores correspondientes y en cumplimiento a las disposiciones del comandante. Las maquinarias fueron dinamitadas. Además, los víveres fueron saqueados y embarcados a los buques. Federico Stuven, ingeniero al servicio de Chile, estimó que las pérdidas sumaron 2 500 000 soles de plata.
En un galpón, las tropas chilenas encontraron en condiciones de semiesclavitud a cientos de trabajadores chinos, quienes al ser liberados se incorporan voluntariamente a las fuerzas de Lynch como cargadores. Desde entonces, Patricio Lynch fue conocido como el «Príncipe rojo» en alusión a su cabellera colorina, por los chinos liberados en sus expediciones.

### Supe
Luego, con la información de que en Supe serían internados al Perú 5000 rifles, cañones de sitio y las correspondientes municiones,: 558  Lynch enrumbó hacia el sur, al puerto de Supe, pero las armas ya habían sido desembarcadas y llevadas al interior. Lynch impuso las contribuciones que los hacendados se negaron a pagar, ante lo cual sus propiedades fueron destruidas.: 558 . 

### Paita
Tras el regreso a Chimbote Lynch se informó que el gobierno peruano esperaba un importante cargamento que debía llegar en un vapor inglés. Lynch, con la perspectiva de obtenerlo, zarpó a Paita y al pasar por Isla de Lobos, uno de los últimos puertos de exportación de guano en funcionamiento, destruyó las instalaciones de carga.: 559 
Efectivamente al controlar la O'Higgins un navío inglés, se encontraron siete millones de papel moneda impresos en los EE. UU. por encargo del gobierno de Piérola.: 559 
Una vez desembarcado en Paita, el 19 de septiembre, los chilenos impusieron un cupo de 10000 soles que no fueron pagados, lo que dio curso a la destrucción de infraestructura y quema de ingenios.: 559 

### Eten
La siguiente estación fue Eten, puerto de embarque de la rica región de Lambayeque, en particular Chiclayo. Desde su nave, el 30 de septiembre, Lynch comunicó al prefecto de Eten que debía pagar un cupo de 150.000 soles en 48 horas o que la expedición procedería a la destrucción de infraestructura e ingenios. El prefecto, que disponía de 200 hombres, anunció que se opondría al desembarco. A pesar de que por un repentino oleaje que impidió la continuación del desembarco quedó en la playa un pelotón de 30 soldados aislado toda la tarde y la noche, el prefecto abandonó el puerto y se repitió el desmantelamiento de la estructura económica del puerto y la región (Ferreñafe y Cayaltí) adyacente.: 560 

### Trujillo
Finalmente, desembarcó en el puerto de San Pedro de Lloc y marchó hacia Trujillo, donde cobró el cupo de 150 000 pesos de plata. 
Desde Eten, Lynch zarpó a Trujillo donde se realizó otra vez más la inexorable lógica de la guerra: aviso, rechazo, destrucción.: 563 

## Regreso a Arica
En esos días se preparaba en Arica la expedición a Lima y se ordenó a Lynch volver. Lynch llegó el 1 de noviembre de 1880 al Puerto de Quilca, Departamento de Arequipa

## Consecuencias y análisis
Aunque considerada legal, la expedición no tuvo buena acogida en Chile, por la destrucción y el despojo causado en regiones en guerra pero lejanas. Benjamín Vicuña Mackenna escribe:: 622 
En cuanto al botín de Guerra, que ni la riqueza, ni la moralidad, ni el buen nombre de Chile para nada necesitaba [...] consistía aquel en definitiva en unos tres mil sacos de azúcar, 700 a 800 sacos de arroz, 500 pacas de algodón, 17 bultos de chafalonía de plata, 29,050 libras esterlinas en jiros sobre Europa, que no sabemos si fueron alguna vez cubiertos, 11,428 pesos plata, cinco mil soles papel, i cuatrocientos chinos de lo peor de la raza amarilla que desde entonces comenzó a invadir desde Arica los puertos de Chile, sin hacer cuenta de una infinidad de pequeños artefactos o ingredientes que por rubor no nombrarlos.
También Gonzalo Bulnes critica la expedición:: 557 
... el glorioso ejército de Chile se presentaba ante el mundo civilizado como demoledor de injenios de azúcar, i como destructor de edificios de labranza.